# Nikola Stojković
 Nikola Stojković  (Никола Стојковић; sinh ngày 2 tháng 2 năm 1995) là một tiền vệ bóng đá Serbia thi đấu cho Metalac Gornji Milanovac.